# Les Semailles et les Moissons
Cet article possède un paronyme, voir Récoltes et Semailles.
Cet article concerne la série littéraire. Pour le tome premier, voir Les Semailles et les Moissons (roman). Pour le téléfilm, voir Les Semailles et les Moissons (téléfilm).
Les Semailles et les Moissons est une suite romanesque en cinq volumes d'Henri Troyat, parue entre 1953 et 1958.

## Tomes
1. Les Semailles et les Moissons (1953)
2. Amélie (1955)
3. La Grive (1956)
4. Tendre et Violente Élisabeth (1957)
5. La Rencontre (1958)

## Adaptation télévisuelle
Le premier tome de la série a été adapté en un téléfilm homonyme, réalisé en 2001 par Christian François.